# 新田納西鎮區 (阿肯色州佩里縣)
新田納西鎮區（英語：New Tennessee Township）是位於美國阿肯色州佩里縣的一個行政鎮區。

## 地方資料
新田納西鎮區的面積為145.63平方千米，當中陸地面積為142.75平方千米，而水域面積為2.88平方千米。根據2010年美國人口普查的數據，當地共有人口202人，而人口密度為每平方千米1.39人。